# Nordisch-Katholische Kirche
Die Nordisch-Katholische Kirche (norwegisch Den nordisk-katolske kirke) ist eine 1999 in Norwegen gegründete altkatholische Kirche.

## Geschichte
Die Nordisch-Katholische Kirche ging aus der lutherischen Norwegischen Kirche hervor, von der sie sich aufgrund theologischer Differenzen trennte, darunter insbesondere die von der damaligen Staatskirche eingeführte Weihe von Frauen zum Priester- und Bischofsamt.  Von 2000 bis 2011 gehörte sie zur Polish National Catholic Church of America (PNCC) und war somit bis 2003 Teil der Utrechter Union der Altkatholischen Kirchen. Mit der Wahl und Konsekration ihres ersten Bischofs Roald Nikolai Flemestad wurde sie zu einer weitgehend selbstverwalteten Kirche innerhalb der altkatholischen Union von Scranton. Der Grad ihrer Eigenständigkeit entspricht in etwa jenem der autonomen Kirchen in der byzantinisch-orthodoxen Kirche und ist damit geringer als Autokephalie; z. B. obliegt die Konsekration ihrer Bischöfe der von der PNCC dominierten Bischofskonferenz der Union von Scranton.

## Theologie
Die Kirche bekennt sich zu einer bischöflich-synodalen Ordnung mit voller Gleichberechtigung von Laien und Geistlichen sowie Männern und Frauen in der Kirchenleitung. Sie vertritt ein katholisches Amts- und Sakramentenverständnis.
Zu den theologischen Grundlagendokumenten der Nordisch-Katholischen Kirche zählt insbesondere das aus dem orthodox-altkatholischen Dialog hervorgegangene 1987 hervorgegangene Konsensdokument Koinonia auf altkirchlicher Basis, das die Nordisch-Katholische Kirche 2009 in ihr Glaubensdokument (Trusdokument) aufgenommen hat. Die Nordisch-Katholische Kirche bekennt sich darüber hinaus in ihrer Glaubenserklärung (Troserklaeringen) so weit zum lutherischen Glauben, als dieser den Glauben der ungeteilten orthodoxen katholischen Kirche bewahrt hat.
Ferner hat sie als Mitgliedskirche der Union von Scranton die Erklärung von Scranton ratifiziert. Diese wiederholt im Wesentlichen die Erklärung von Utrecht von 1889 (Ablehnung der Lehre von der päpstlichen Unfehlbarkeit und des päpstlichen Jurisdiktionsprimats) und bekräftigt darüber hinaus die Ablehnung der neuzeitlichen Mariendogmen (Immaculata, Assumpta) der römisch-katholischen Kirche (im Hinblick auf die Form ihrer Dogmatisierung) sowie die jüngeren Neuerungen in manchen Mitgliedskirchen der Anglikanischen Kirchengemeinschaft und der Utrechter Union, namentlich die Weihe von Frauen zum Priesteramt sowie die kirchliche Segnung gleichgeschlechtlicher Verbindungen, als nicht schrift- und traditionskonform.

## Liturgie
Mitte des liturgischen Lebens ist die Feier der Eucharistie, welche in ihrem Aufbau der Messfeier anderer altkatholischer Kirchen und der Liturgie der römisch-katholischen Kirche ähnelt. Als Eucharistiegebete werden u. a. Variationen der Traditio Apostolica oder eine verkürzte Fassung des Hochgebets der Basiliusliturgie, jeweils in der Landessprache, verwendet, in Deutschland auch der römische Messkanon. Neben der Feier der Eucharistie kennt die Nordisch-Katholische Kirche das persönliche und gemeinschaftliche Stundengebet, sowie die Feier der Sakramente und Kasualien in katholischer Tradition. Im Gegensatz zur römisch-katholischen Kirche werden die Kinder üblicherweise (wie in den Kirchen der Orthodoxie) bereits bei ihrer Taufe gefirmt und mit der Eucharistie gespeist. Auch wird das Sakrament der Ehe nicht durch die Brautleute selbst, sondern durch den priesterlichen Segen gespendet. Somit ist die Feier der Trauung den Priestern vorbehalten und kann nicht durch einen Diakon geleitet werden. Die Nordisch-Katholische Kirche kann somit als Kirche mit orthodoxer Theologie und westlicher Liturgie bezeichnet werden.

## Ökumene
Die Mutterkirche der Nordisch-Katholischen Kirche, die Polish National Catholic Church, steht – wie die orthodoxen Kirchen – mit der römisch-katholischen Kirche seit 2006 in communicatio in sacris, nach c. 844 § 2,3 CIC/1983.
Dies beinhaltet auch die gegenseitige Anerkennung der geistlichen Ämter zwischen der römisch-katholischen Kirche und der Polish National Catholic Church bzw. Nordisch-Katholischen Kirche: So wurde im Februar 2016 nach einer entsprechenden Entscheidung von Papst Franziskus mit Erik Andreas Heyerdahl Holth ein ehemaliger Priester der Nordisch-Katholischen Kirche in das römisch-katholische Bistum Oslo inkardiniert, ohne abermals geweiht zu werden.
Die Polish National Catholic Church ist seit 1948 Mitglied im Weltkirchenrat. Die Nordisch-Katholische Kirche gehört seit 2015 zum Norwegischen Christenrat.

## Organisation
Oberstes Organ der Kirche ist die Synode. Die Nordisch-Katholische Kirche verfügt über fünf Gemeinden in Norwegen und zwei Missionen in Schweden. Hinzu kommen drei Gemeinden in Frankreich, drei Gemeinden in Italien und eine Mission in Großbritannien. In Deutschland besteht eine Administratur (2012–2018 unter dem Namen Christ-Katholische Kirche), zu der fünf Gemeinden, der Orden von Port Royal sowie eine Mission in Ungarn zählen.

## Leitung
Die bischöfliche Leitung liegt seit 2011 bei dem promovierten Theologen Roald Nikolai Flemestad, der 2011 von den Bischöfen der Polish National Catholic Church konsekriert wurde. Zuvor wurde sie von Bischof Thaddeus S. Peplowski, dem Ordinarius der Diözese Buffalo-Pittsburgh der Polish National Catholic Church, geleitet. Die Administratur in Deutschland, Ungarn und die Schweiz wird in der Abwesenheit des Bischofs von einem Bischofsvikar geleitet.